# Zhong Honglian
Zhong Honglian (chinesisch 钟红莲; * 27. Oktober 1967 in Dalian) ist eine ehemalige chinesische Fußballtorhüterin.

## Karriere

### Klub
Zumindest zur Zeit der Olympischen Sommerspiele 1996 spielte sie für Dalian Shide.

### Nationalmannschaft
Bereits bei der Weltmeisterschaft 1991 gehörte sie mit zum Kader und erreichte hier mit ihrer Mannschaft das Viertelfinale, wo sie auch in allen drei Spielen das Tor hütete. Auch bei der Weltmeisterschaft im Jahr 1995 war sie dann wieder dabei und diesmal erreichte sie mit ihrer Mannschaft zumindest das Halbfinale. Bei dieser Ausgabe des Turniers, stand sie aber wiederum nur bei zwei Partien auf dem Platz.
Zum Abschluss ihrer Karriere war sie noch Teil der Mannschaft beim Fußball-Turnier der Olympischen Sommerspiele 1996 und gewann hier eine Silber-Medaille.